# Passa Quatro
Passa Quatro es un municipio brasileño en el estado de Minas Gerais. Situado cerca de la Sierra de la Mantiqueira, es un balneario hidromineral y una región turística. Con una superficie de 277,221 km² tiene una población, según estimaciones del IBGE para 2021, de 16 439 habitantes.